# يناير الجاف

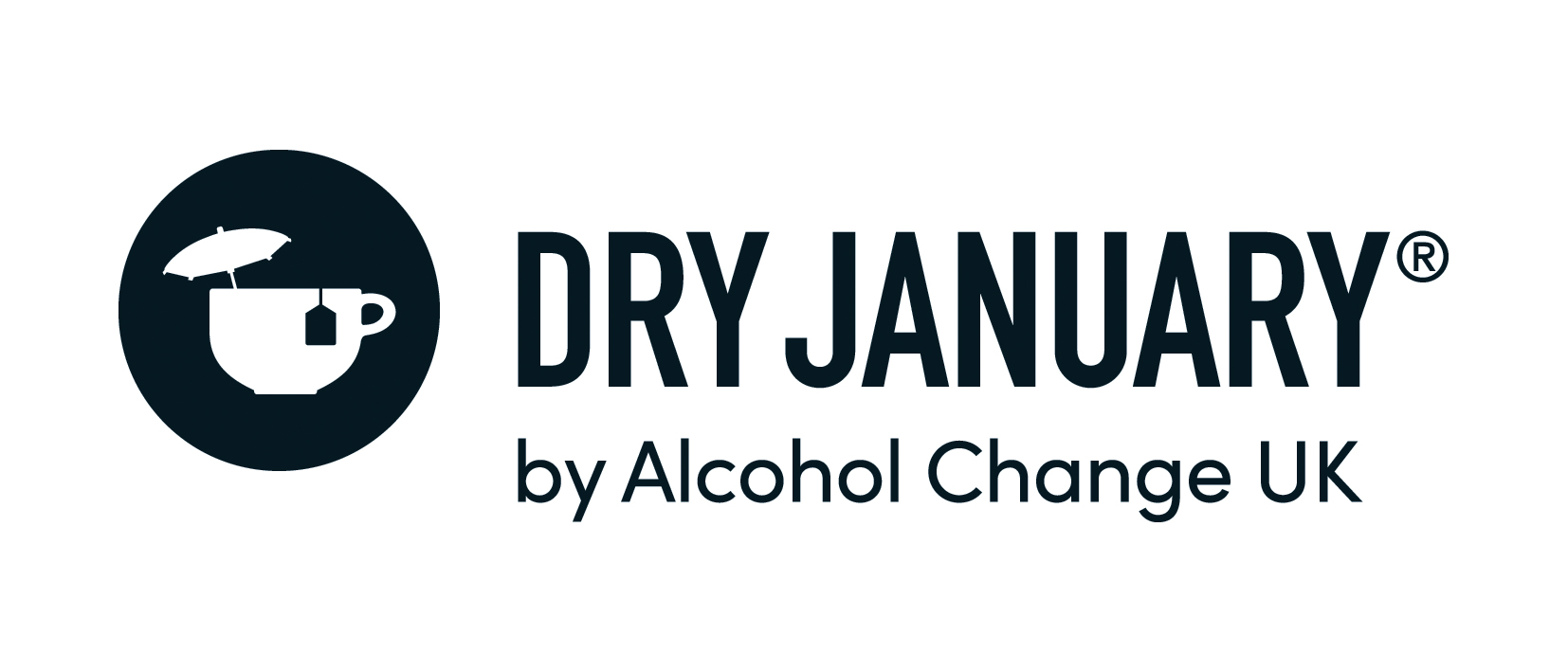
الشعار المسجل كعلامة تجارية لتحدي يناير الجاف الذي تقدمه شركة Alcohol Change UK.

يناير الجاف هي حملة الصحة العامة التي تحث الناس على الامتناع عن الكحول لشهر يناير، ولا سيما تُمارس في المملكة المتحدة.
تبدو الحملة، ككيان رسمي، حديثة العهد نسبياً، حيث وصفت بأنها «نشأت في السنوات الأخيرة» حتى في عام 2014. ومع ذلك، أطلقت الحكومة الفنلندية حملة تسمى "Sober January" في عام 1942 كجزء من جهودها الحربية. تم تسجيل المصطلح «يناير الجاف» كعلامة تجارية من قبل مؤسسة الكحول الخيرية في منتصف عام 2014 ؛ أُطلقت الحملة لأول مرة في يناير/كانون الثاني 2013. في خضم حملة يناير 2015، وللمرة الأولى تعاقدت منظمة الكحول مع منظمة الصحة العامة في إنجلترا.
في يناير / كانون الثاني 2014، وفقاً لمنظمة الكحول، التي أطلقت الحملة، توقف أكثر من سبعة عشر ألف بريطاني عن الشرب خلال هذا الشهر. على الرغم من وجود جدل حول فعالية ومزايا هذه الممارسة، فقد توصلت دراسة أجرتها جامعة ساسكس عام 2014 إلى أنه بعد ستة أشهر من يناير 2014، من بين تَسعُمائة فردَا يتناولون الكحول، 72٪ منهم قد «استمروا في تناول الكحول الضارة» و 4٪ ما زالوا لا يشربون.